# 노랑제비꽃
노랑제비꽃은 제비꽃과에 속하는 여러해살이풀이다.

## 생태
한국 각처의 산지에 나며 높이는 18센티미터이다. 땅속줄기가 발달하고 통통한 수염뿌리가 많다. 근생엽은 2-3장이며 잎자루는 길다. 줄기잎은 잎자루가 짧고, 줄기에 붙으며, 심장상 난형, 난상 심장형, 가장자리에 톱니가 있다. 윗면은 윤기가 있으며, 뒷면은 갈색을 띠고, 뽀얗게 보인다. 꽃은 노란색, 줄기 끝의 두꺼운 잎 사이에 2-3송이가 붙는다. 꽃줄기는 길고, 좌우상칭이며 꽃잎은 난형, 5장, 입술꽃 꽃잎에 자주색 줄이 있다. 열매는 난상 타원형, 삭과이다.